# Elaine (Arkansas)
Elaine es una ciudad en el condado de Phillips, Arkansas, Estados Unidos. Para el censo de 2000 la población era de 865 habitantes.

## Geografía
Elaine se localiza a 34°18′31″N 90°51′15″O / 34.30861, -90.85417. De acuerdo a la Oficina del Censo de los Estados Unidos, la ciudad tiene un área total de 1,3 km², de los cuales el 100% es tierra.

## Demografía
Para el censo de 2000, había 865 personas, 330 hogares y 222 familias en la ciudad. La densidad de población era 665,4 hab/km². Había 356 viviendas para una densidad promedio de 274,9 por kilómetro cuadrado. De la población 39,08% eran blancos, 58,15% afroamericanos, 0,92% de otras razas y 1,85% de dos o más razas. 6,01% de la población eran hispanos o latinos de cualquier raza.
Se contaron 330 hogares, de los cuales 31,8% tenían niños menores de 18 años, 34,2% eran parejas casadas viviendo juntos, 30,3% tenían una mujer como cabeza del hogar sin marido presente y 32,7% eran hogares no familiares. 31,2% de los hogares eran un solo miembro y 18,5% tenían alguien mayor de 65 años viviendo solo. La cantidad de miembros promedio por hogar era de 2,.62 y el tamaño promedio de familia era de 3,31.
En la ciudad la población está distribuida en 31,8% menores de 18 años, 10,8% entre 18 y 24, 19,5% entre 25 y 44, 21,2% entre 45 y 64 y 16,8% tenían 65 o más años. La edad media fue 32 años. Por cada 100 mujeres había 80,2 varones. Por cada 100 mujeres mayores de 18 años había 73,5 varones.
El ingreso medio para un hogar en la ciudad fue de $19.479 y el ingreso medio para una familia $22.813. Los hombres tuvieron un ingreso promedio de $22.386 contra $18.056 de las mujeres. El ingreso per cápita de la ciudad fue de $12.640. Cerca de 33,5% de las familias y 41,1% de la población estaban por debajo de la línea de pobreza, 59,1% de los cuales eran menores de 18 años y 26,5% mayores de 65.

## Residentes y nativos notables
- John Hughey, cantante de country.
- Levon Helm, músico.